# Irfan Adelbi
Irfan Adelbi (arab. عرفان ادلبي; ur. 15 grudnia 1945) – jordański strzelec, olimpijczyk. 
Brał udział w Letnich Igrzyskach Olimpijskich 1984 (Los Angeles). Startował tylko w trapie, w którym zajął 65. miejsce.

## Wyniki olimpijskie
| Igrzyska | Konkurencja | Wynik       | Miejsce | Źródło |
| -------- | ----------- | ----------- | ------- | ------ |
| IO 1984  | Trap        | 149 punktów | 65.     | [ 2 ]  |